# Округ Форд (Илиноис)
Округ Форд (енгл. Ford County) је округ у америчкој савезној држави Илиноис.

## Демографија
По попису из 2010. године број становника је 14.081, што је 160 (-1,1%) становника мање 2000. године.
| Група             | 2000.          | 2010.          |
| Белци             | 13.885 (97,5%) | 13.520 (96,0%) |
| Афроамериканци    | 35 (0,2%)      | 85 (0,6%)      |
| Азијати           | 46 (0,3%)      | 37 (0,3%)      |
| Хиспаноамериканци | 176 (1,2%)     | 294 (2,1%)     |
| Укупно            | 14.241         | 14.081         |